# アーミー2020
アーミー2020（英語: Army 2020）は、第1次キャメロン内閣が発表した2010年戦略防衛安全保障見直し（英語: Strategic Defence and Security Review 2010、略称：SDSR2010）に基づくイギリス陸軍の再編計画。2020年までに定員数を11万7,000名まで削減し、うち正規兵8万2,000名、予備役3万名とする計画だった。
再編計画のほとんどは2020年より前に完了し、2015年戦略防衛安全保障見直し（英語: Strategic Defence and Security Review 2015、略称：SDSR2015）に基づく再編計画のアーミー2020リファインに引き継がれた。

## 組織改編
師団
- 第1機甲師団を第1師団に改編。隷下に7個歩兵旅団（第4（英語版）、第7（英語版）、第11（英語版）、第38（英語版）、第42（英語版）、第51（英語版）、第160（英語版））を置き、各旅団は正規軍および国防義勇軍で構成される[2]。
- 第2（英語版）、第4（英語版）、第5（英語版）の各歩兵師団は2012年までに解隊し、地域コマンド（英語版）をハンプシャーのオールダーショットに新編[3]。
- 第3機械化師団を第3師団に改編。隷下に3個装甲化歩兵旅団（第1（英語版）、第12（英語版）、第20（英語版））を置く[4]。

王立装甲軍団
- 王立装甲軍団（英語版）隷下の4個連隊が2個連隊に統合。第9/12ロイヤル・ランサーズ（英語版）とクイーンズ・ロイヤル・ランサーズ（英語版）が統合してロイヤル・ランサーズ（英語版）へ、第1王立戦車連隊（英語版）と第2王立戦車連隊（英語版）が統合して王立戦車連隊（英語版）となった[5]。

王立砲兵連隊
- 王立砲兵連隊（英語版）隷下の第39王立砲兵連隊（英語版）を解隊[6]。

歩兵
- 正規兵の歩兵大隊36個のうち、4個が解隊または連隊内の他大隊と統合。ロイヤル・フュージリアーズ連隊第2大隊が第1大隊に統合[7]、ロイヤル・ヨークシャー連隊（英語版）第2大隊が第1大隊と第3大隊に統合[8]、ロイヤル・ウェールズ（英語版）第2大隊が第1大隊に統合[9]、マーシア連隊（英語版）第3大隊が解隊された[10][11]。

統合ヘリコプターコマンド
- 陸軍航空隊隷下の第1陸軍航空連隊（英語版）と第9陸軍航空連隊（英語版）が統合され、1個航空連隊が削減された[12]。

国防義勇軍
- 国防義勇軍は定員数を19,000名から30,000名に拡充され、装備も正規兵並みに更新[13]。

王立電子・機械技術軍団
- 王立・電子・機械技術軍団（英語版）隷下の正規兵8個大隊のうち、1個大隊を解隊。

王立憲兵隊
- 王立憲兵隊（英語版）隷下の4個連隊のうち、1個連隊（第4連隊）を解隊[12]。

王立兵站軍団
- 王立兵站軍団（英語版）隷下の3個連隊（第8（英語版）、第23、第24）を解隊[14]。

## 装備
主力戦車のチャレンジャー2の保有数を約40パーセント削減し、2014年までに227両となった。また、自走榴弾砲のAS-90も保有数が約35パーセント削減された。